# Brzózki (województwo zachodniopomorskie)
Brzózki (do 1945 niem. Althagen) – wieś w Polsce położona w województwie zachodniopomorskim, w powiecie polickim, w gminie Nowe Warpno.
Miejscowość jest usytuowana na Równinie Polickiej nad Zalewem Szczecińskim w Puszczy Wkrzańskiej. Przez wieś przebiega droga wojewódzka nr 114.

## Historia
Pierwsza wzmianka o Brzózkach pochodzi z roku 1777. Od drugiej połowy XVIII w. był to majątek państwowy z kolonią mieszkalną. Pierwsi osadnicy pojawili się w Brzózkach w roku 1777.
W 1782 r. zawarto umowę, zgodnie z którą połączono folwark kamery państwowej
w Szczecinie i zakład przemysłowy radcy wojennego Augusta Friedricha Matthiasa na prawie dziedzicznego czynszu. Obszar majątku wynosił wówczas 1031 mórg i 90 rut ziemi oraz 150 mórg łąk
W latach 1782–1785 właściciel majątku Matthias sprowadził kolejnych kolonistów (w sumie 22 osoby mieszkające w Brzózkach), we wsi było też 4 chałupników. Areał gruntów liczył 253 morgi i 108 rut ziemi;
Od 1783 r. w miejscowości funkcjonowała szkoła, kościół (kaplica) z zakrystią.
W roku 1827 właścicielem majątku był Gottfried Krüger (po nim syn Friedrich Ferdinand). Posługę duchowną sprawował pastor Fürgang z Trzebieży.
W 1859 r. majątek liczył: 315 mórg ziemi uprawnej (ok. 80 ha), 160 mórg łąk (ok. 40 ha), 65 mórg pastwisk (ok. 15 ha); do kolonii należało 186 mórg pól i 150 mórg łąk; uprawiano żyto, ziemniaki, koniczynę, owies, jęczmień, wykę, hodowano 172 sztuk bydła, 29 sztuk koni, 230 sztuk owiec, 150 sztuk nierogacizny rasy Land-Race. Część kolonistów zajmowała się rybołówstwem, uprawą lnu, hodowano też pszczoły.
W 1865 r. odnotowano w Brzózkach 37 budynków mieszkalnych, 61 gospodarczych (w tym wiatrak), Wieś liczyła 371 mieszkańców (70 rodzin).
W roku 1874 Brzózki stanowiły gminę wiejską liczącą 35 domów, 63 gospodarstwa domowe, liczba mieszkańców nieznacznie przekraczała 300 osób. Majątek zaś liczył 4 domy, 6 gospodarstw domowych. Zamieszkiwało go 31 mieszkańców.
W 1933 r. w miejscowości było 325 mieszkańców, 90 gospodarstw domowych.
Po 1945 r. w Brzózkach osiedlili się polscy repatrianci.

### Przynależność polityczno-administracyjna
- 1815-1866: Związek Niemiecki, Królestwo Prus, prowincja Pomorze, rejencja szczecińska, powiat Randow (1816-1826), powiat Ueckermünde
- 1866-1871: Związek Północnoniemiecki, Królestwo Prus, prowincja Pomorze, rejencja szczecińska, powiat Ueckermünde
- 1871-1918: Cesarstwo Niemieckie, Królestwo Prus, prowincja Pomorze, rejencja szczecińska, powiat Ueckermünde
- 1919-1933: Rzesza Niemiecka (Republika Weimarska), kraj związkowy Prusy, prowincja Pomorze, rejencja szczecińska, powiat Ueckermünde
- 1933-1945: III Rzesza, prowincja Pomorze, rejencja szczecińska, powiat Ueckermünde
- 1945-1952: Rzeczpospolita Polska (Polska Ludowa), województwo szczecińskie, powiat szczeciński, początkowo siedziba gminy Brzózki
- 1952-1975: Polska Rzeczpospolita Ludowa, województwo szczecińskie, powiat szczeciński
- 1954–1972 wieś należała i była siedzibą władz gromady Brzózki
- 1975-1989: Polska Rzeczpospolita Ludowa, województwo szczecińskie, gmina Nowe Warpno
- 1989-1998: Rzeczpospolita Polska, województwo szczecińskie, gmina Nowe Warpno
- 1999-teraz: Rzeczpospolita Polska, województwo zachodniopomorskie, powiat policki, gmina Nowe Warpno

## Demografia
- 1862 – 654 mieszk.
- 1939 – 324 mieszk.

## Zabytki
- Obecna zabudowa (zabudowa wiejska) wsi pochodzi w większości z końca XIX i początków XX wieku (domy murowane i ryglowe)[4], jak również z czasów współczesnych. W części Brzózek zwanej Trzebieradz, znajduje się pałacyk myśliwski z XIX wieku, zwany również „Pałacem Goeringa”. Do pałacu przylega dostępny dla wszystkich park, który zachował się w pierwotnych granicach. Znajduje się w nim wiele chronionych drzew i krzewów, m.in. dąb kaukaski, świerk sitkajski i paproć długosz królewski.

## Geografia i turystyka
Wieś rolniczo-turystyczna, położona wzdłuż drogi nr 114, łączącej Trzebież z Nowym Warpnem.
Mieszkańcy zajmują się rolnictwem (hodowla zwierząt), mieści się tutaj kilka gospodarstw agroturystycznych i centrum rehabilitacji z ośrodkiem hippiki. Brzózki powstały na planie ulicówki, oddalonej od zalewu o ok. 1 km. Tereny na północ od wsi zajmują nadzalewowe łąki i lasy, zaś na południe lasy Puszczy Wkrzańskiej. W lesie na południe od Brzózek rośnie pomnikowy dąb bezszypułkowy o obwodzie 3,95 m.
W roku 2011 ukończono remont poniemieckiej świetlicy wiejskiej, która jest obecnie siedzibą Rady Sołeckiej, miejscem zebrań wiejskich.
Przez wieś przebiegają szlaki turystyczne:
• czerwony  Szlak „Puszcza Wkrzańska”
• zielony  Międzynarodowy szlak rowerowy wokół Zalewu Szczecińskiego R-66
• czerwony  Szlak Puszczy Wkrzańskiej
• Zintegrowany Szlak Turystyczny Powiatu Polickiego

Sołectwo Brzózki, z wyjątkiem miejsc zabudowanych, znajduje się na terenie obszaru chronionego programu Natura 2000 zwanego Ostoją Wkrzańską.
Sołectwo Brzózki obejmuje również miejscowości: Popielewo, Maszkowo, Mszczuje, Myślibórz Wielki, Myślibórz Mały i Trzebieradz.

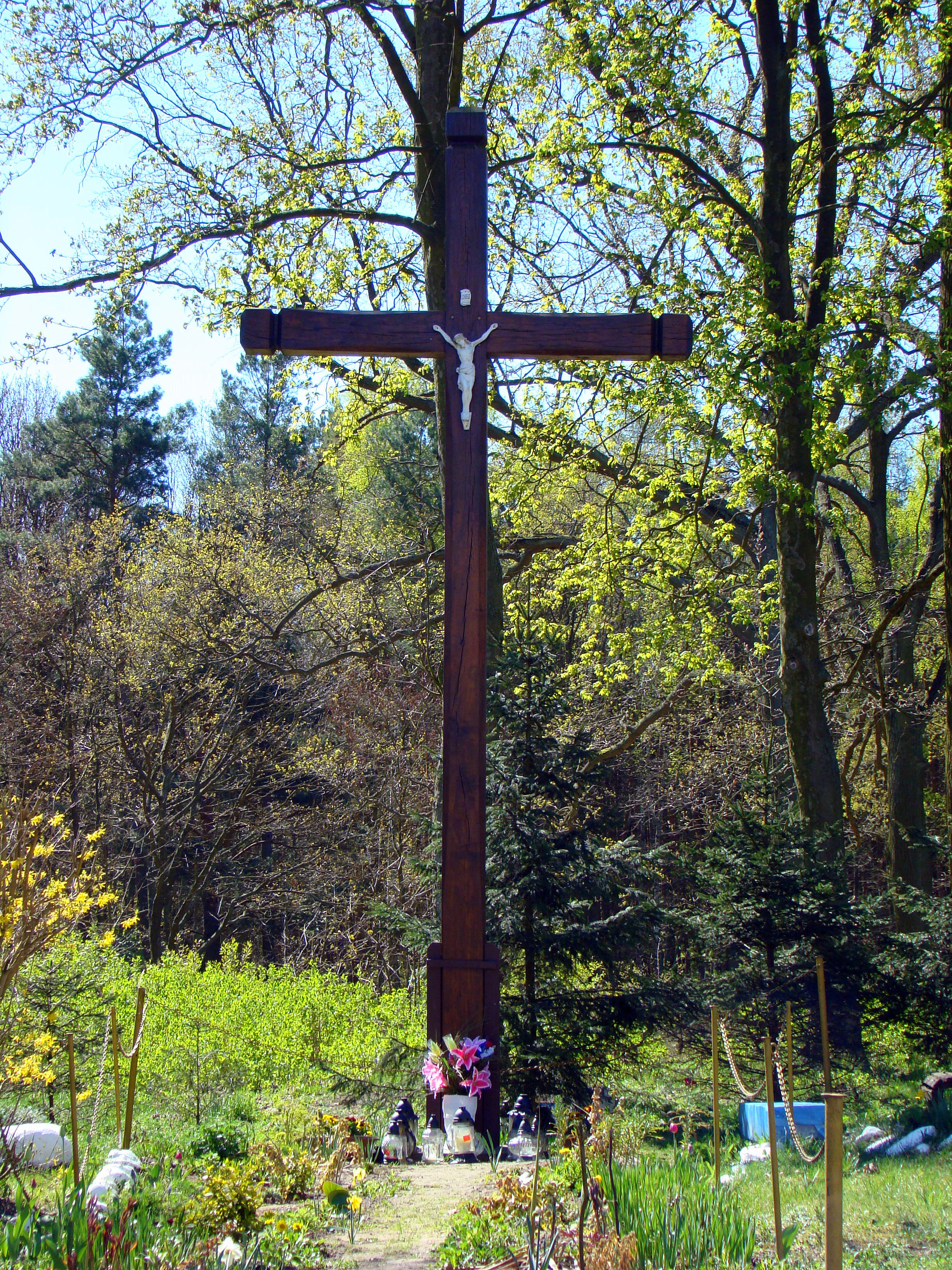
Przydrożny krzyż we wsi
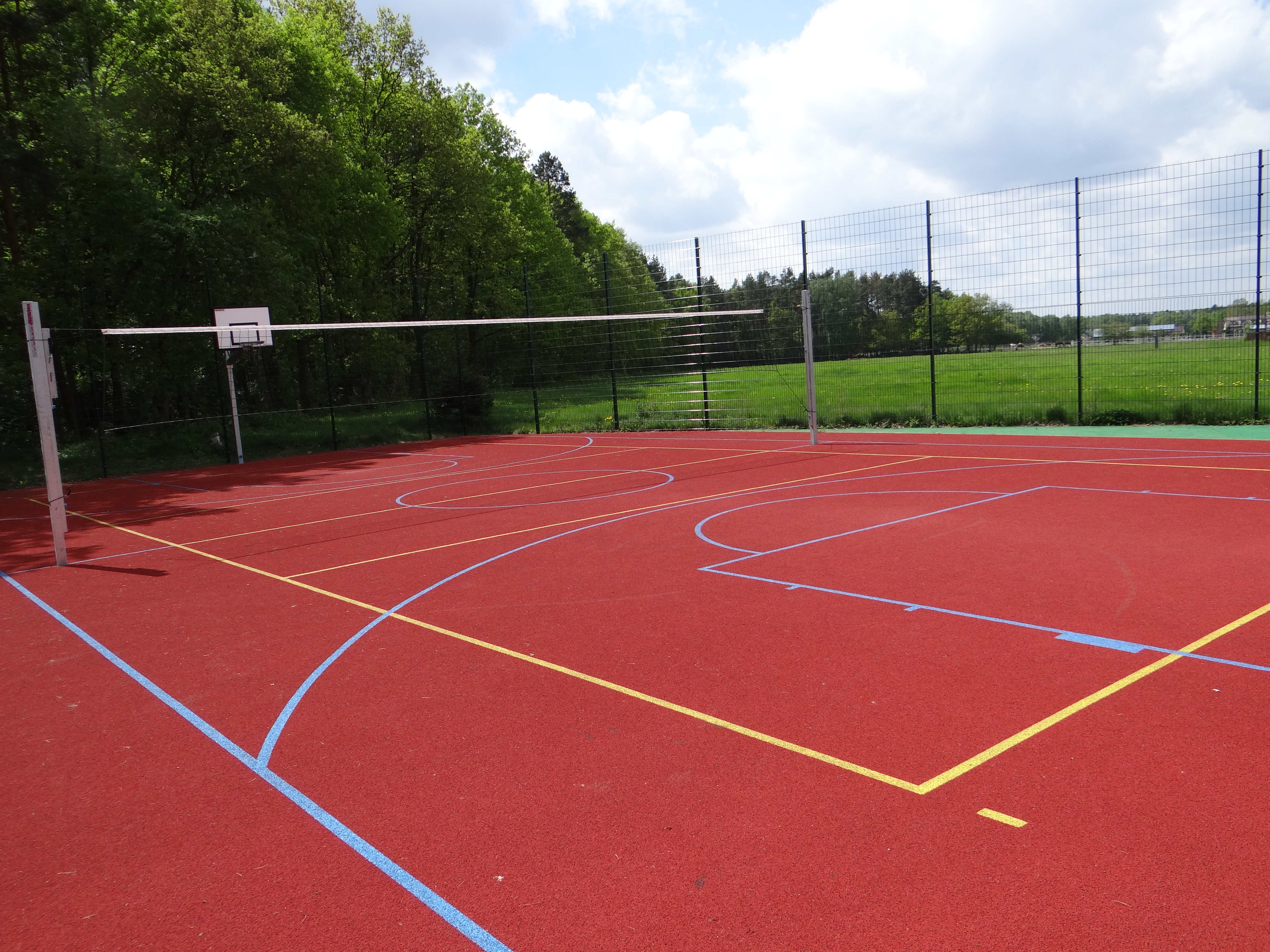
Wielofunkcyjne boisko w Brzózkach
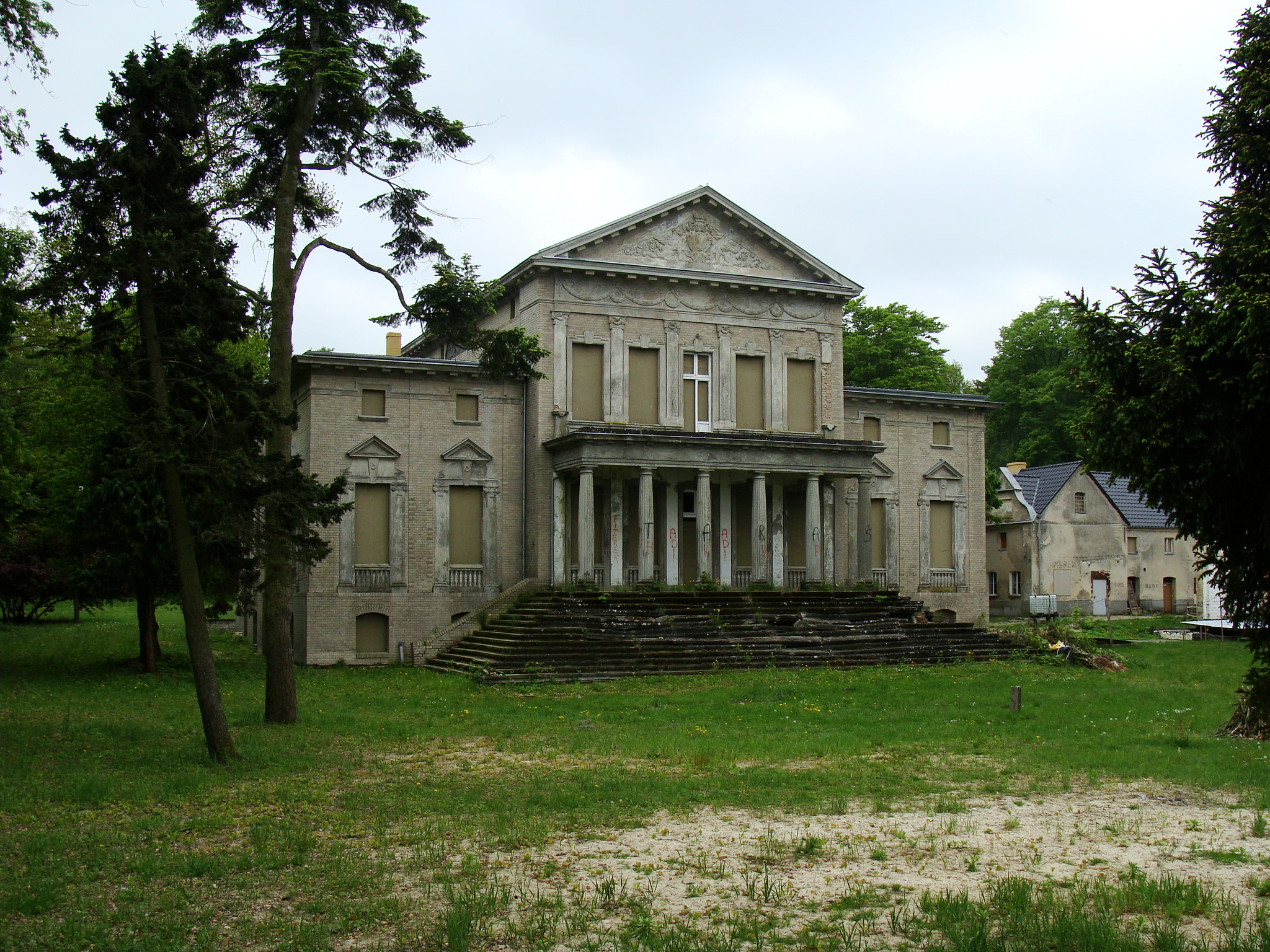
Pałac w Trzebieradzu
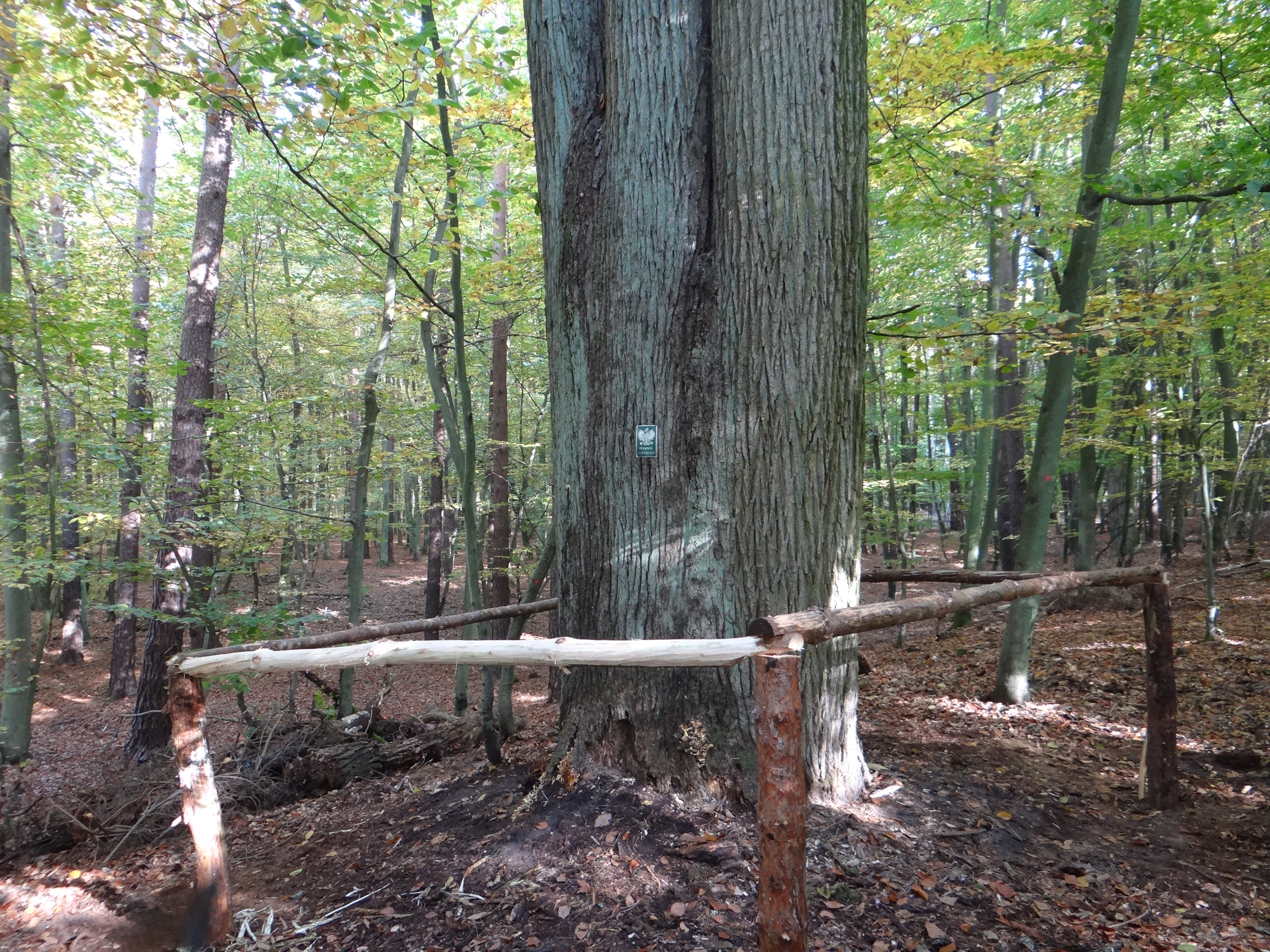
Pomnik Przyrody, dąb "Lech, Czech i Rus"
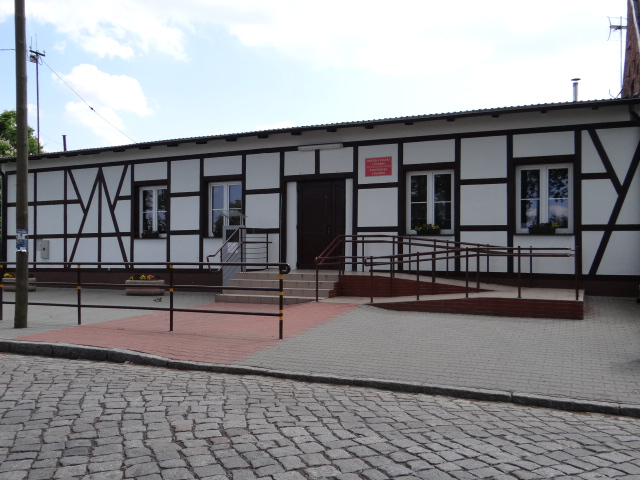
Świetlica wiejska w Brzózkach
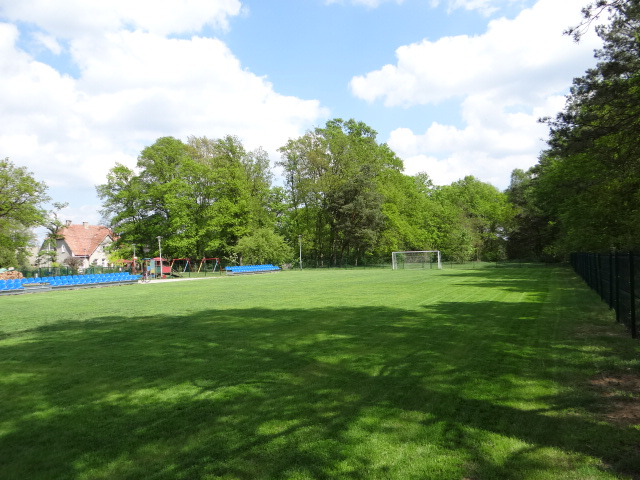
Boisko piłkarskie w Brzózkach
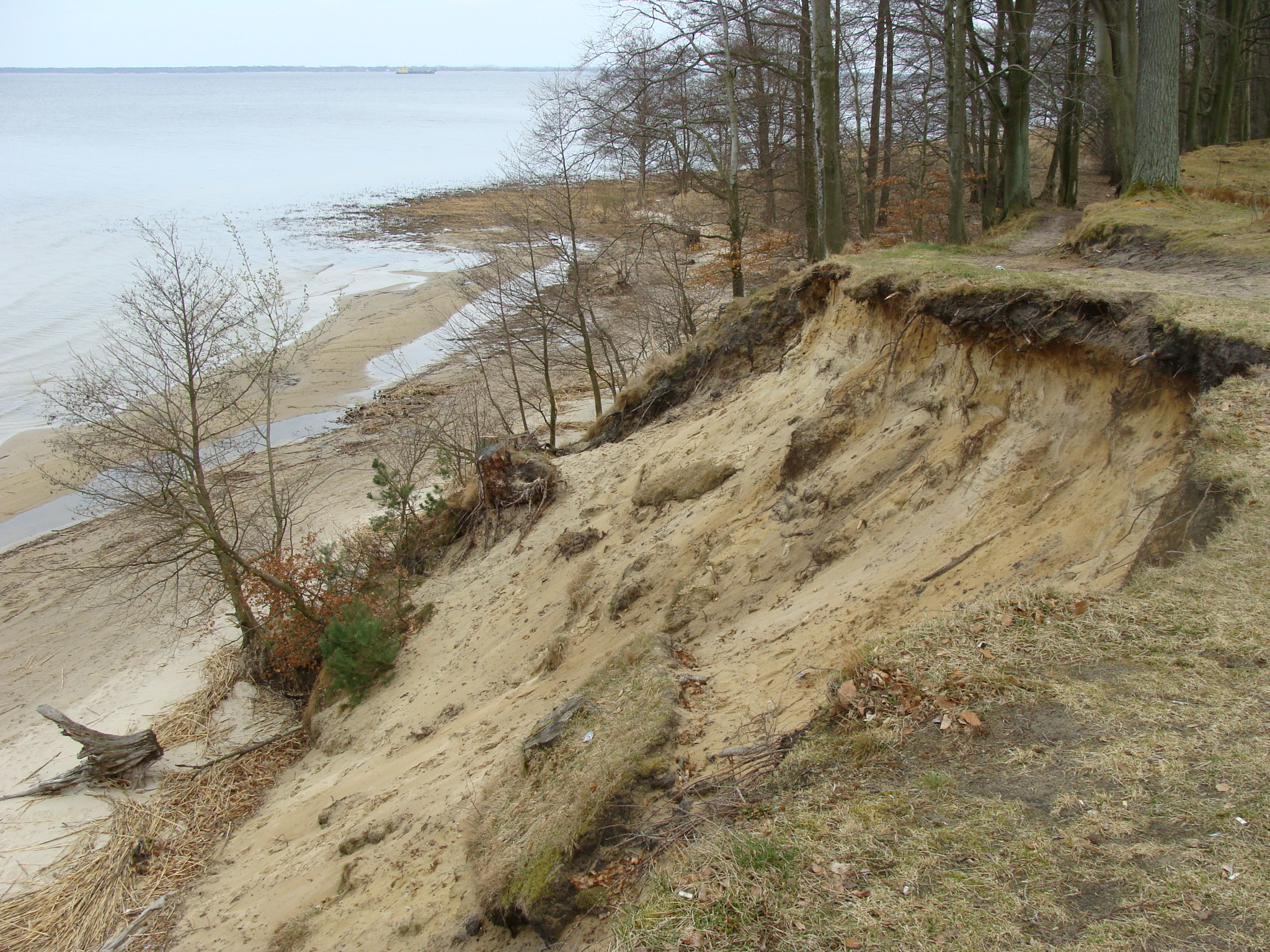
Fragment szlaku turystycznego w pobliżu Brzózek